# Disco di bronzo di Salisburgo

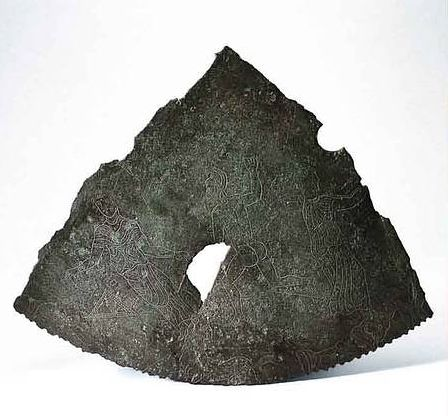
Fronte del disco di Salisburgo

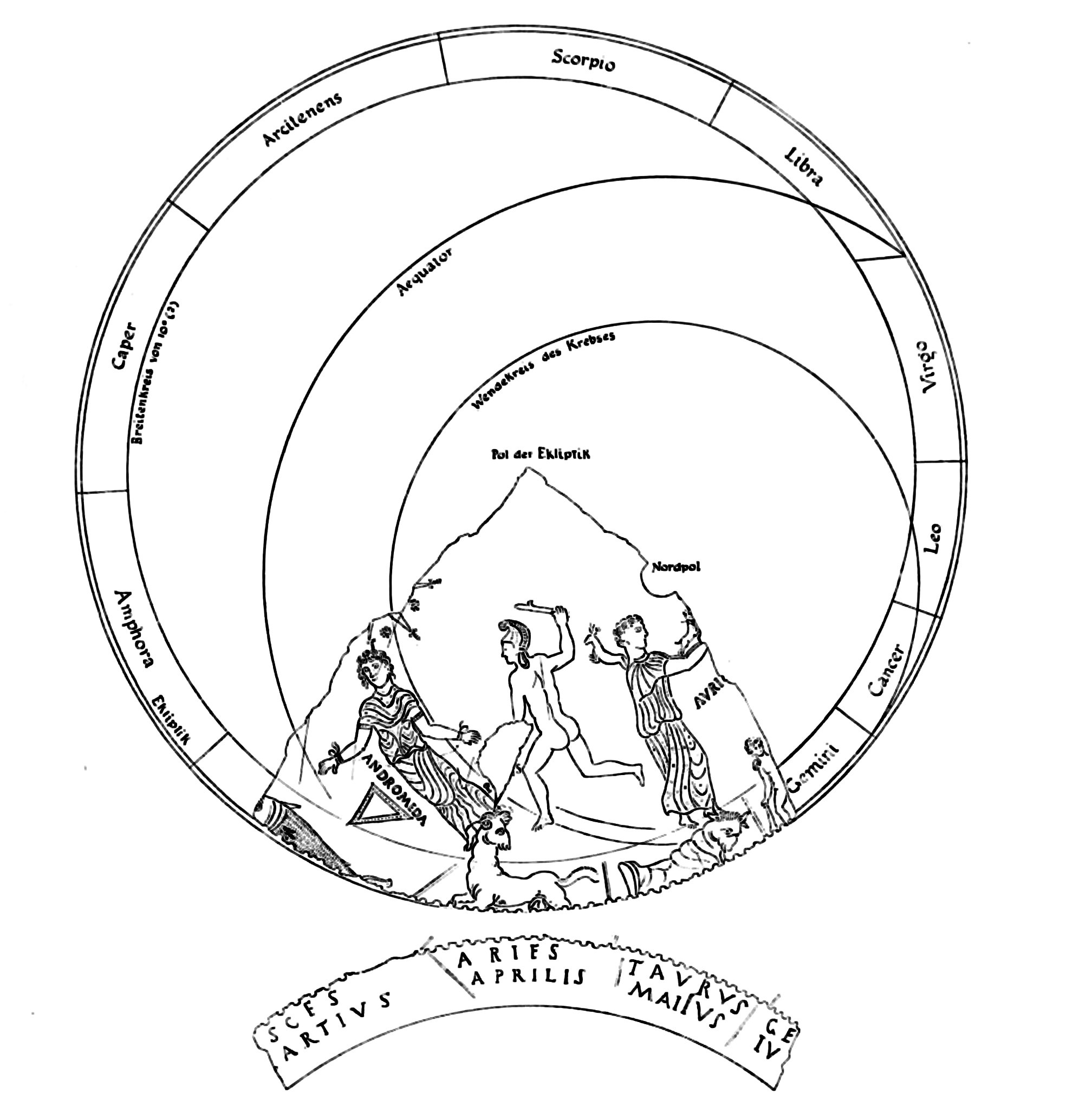
Disegno a tratteggio del cerchio eclittico e della parte posteriore

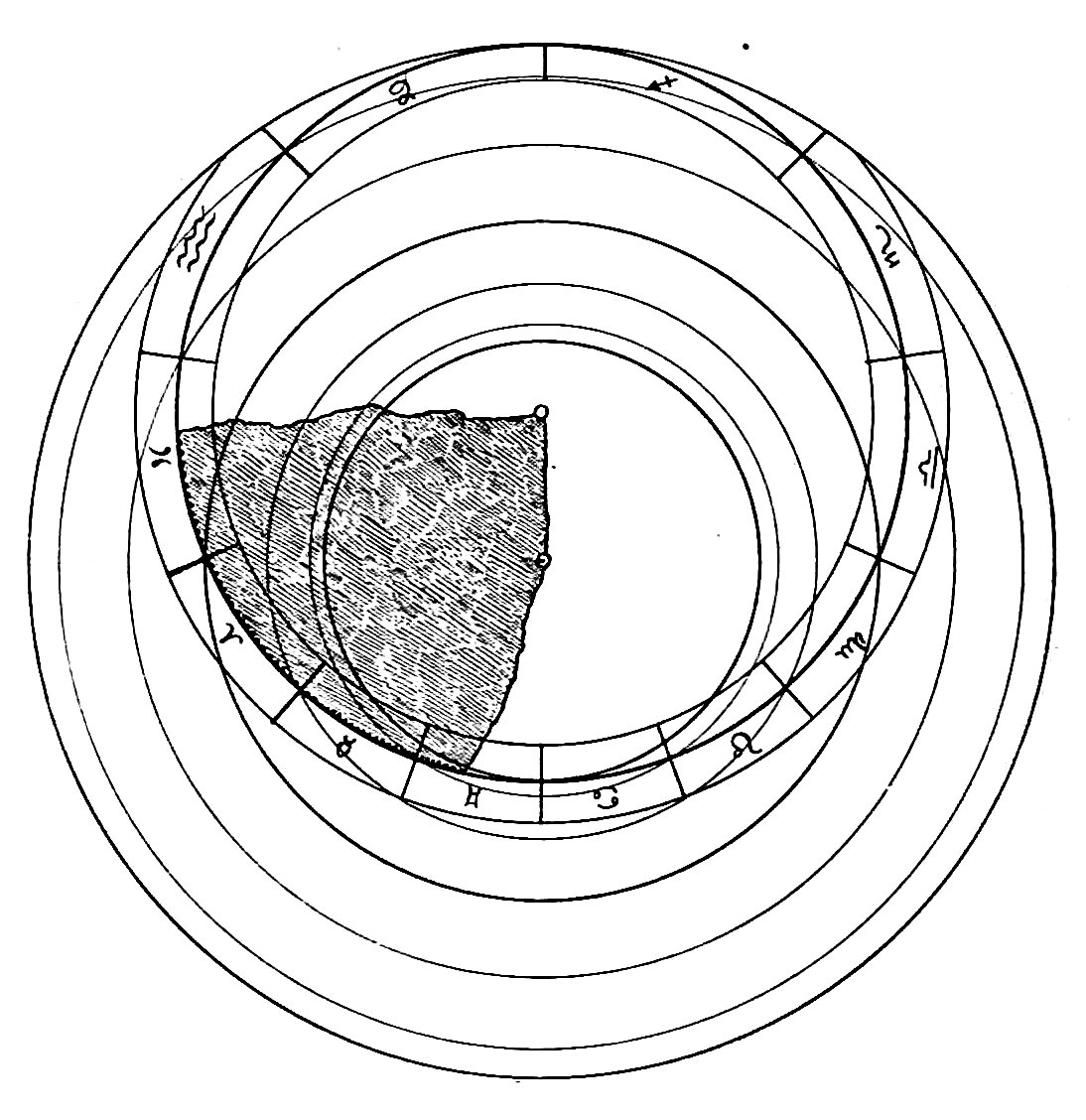
Ricostruzione schematica del disco completo

Il cosiddetto disco di bronzo di Salisburgo è un frammento di un disco di bronzo romano che è stato trovato a Salisburgo nel 1898 circa. Probabilmente fu realizzato nel I o II secolo e faceva parte di un orologio anaforico, un orologio ad acqua basato su principi astronomici.

## Caratteristiche
Il frammento ha una lunghezza di 50 cm nella corda del segmento di cerchio, 42 cm di raggio e uno spessore di 3 mm. La parte anteriore mostra alcune costellazioni (Triangolo, Andromeda, Perseo, Auriga) e sul bordo del disco l'eclittica con le corrispondenti immagini dei segni (Pesci, Ariete, Toro, Gemelli) in linee incise, alcune con iscrizioni corrispondenti; il retro mostra i nomi dei segni dello zodiaco (all'interno) e sotto i nomi dei mesi corrispondenti (all'esterno).
L'andamento del bordo del disco corrisponde all'eclittica, cioè al percorso apparente del sole nel cielo nell'arco di un anno. Il bordo del disco è evidentemente un bordo di rottura lungo una fila di fori ravvicinati. Il numero di questi fori sull'intero bordo del cerchio avrebbe dovuto essere pari a 182 o 183, in modo che un foro corrispondesse a due giorni dell'anno. Si ritiene che in questi fori si inserisse un piccolo piolo, detto bulla da Vitruvio, che poi segnasse la posizione corrente del sole nell'eclittica e quindi nel cielo.
Il disco completo doveva avere un raggio di circa 60 cm e un peso di oltre 40 kg.
Le circostanze del ritrovamento non sono note, ma il pezzo è stato probabilmente ritrovato durante i lavori di costruzione ai piedi settentrionali del Kapuzinerberg vicino all'odierna Linzer Gasse a Salisburgo dopo il 1896. Nel 1900 il reperto originale, fortemente agglomerato, fu acquisito dal Museo di Salisburgo, dove il disco si trova ancora (numero d'inventario 3985). In particolare, a causa dell'ortografia del nome del mese Maiius con la i longa, il ritrovamento è stato datato all'epoca imperiale. Il disco originale era apparentemente rotto lungo la fila di fori, i bordi della rottura radiale mostrano tracce di una zappa o di uno strumento altrettanto grossolano con cui il disco è stato frantumato. Iuvavum, la Salisburgo romana, fu completamente distrutta nel 171, nel corso delle guerre marcomanniche; si può presumere che le fratture visibili sul frammento siano tracce di saccheggi dell'epoca.